# Coryphaenoides rupestris
Coryphaenoides rupestris es una especie de pez de la familia Macrouridae en el orden de los Gadiformes.

## Morfología
Los machos pueden llegar alcanzar los 110 cm de longitud total y 1.690 g de peso.

## Alimentación
Come una amplia gama de peces  e invertebrados, pero, principalmente, crustáceos pelágicos (por ejemplo,  gambas, anfípodos y  Cumacea), cefalópodos y peces de la familia  Myctophidae 

## Depredadores
Es depredado por Sebastes fasciatus ,Sebastes mentella y Molva dipterygia .

## Hábitat
Es un pez de aguas profundas que vive entre 180-2.600 m de profundidad.

## Distribución geográfica
Se encuentra en el  Atlántico norte (Groenlandia, Bahamas, isla de Baffin y desde Islandia y Noruega  al África del Norte ).

## Longevidad
Puede llegar a vivir 54 años.

## Uso comercial y gastronómico
Es capturado y congelado para ser frito o horneado. También es utilizado para hacer harina de pescado.

## Estado de conservación
Es objeto de sobrepesca en el  Atlántico norte.